# Fosfoadenilil-sulfat reduktaza (tioredoksin)
Fosfoadenilil-sulfat reduktaza (tioredoksin) (EC 1.8.4.8,  reduktaza, tioredoksin-zavisna, PAPS reduktaza, tioredoksin:adenozin 3'-fosfat 5'-fosfosulfat reduktaza, 3'-fosfoadenililsulfatna reduktaza, tioredoksin:3'-fosfo-adenililsulfat reduktaza, fosfoadenozin-fosfosulfatna reduktaza, adenozin 3',5'-bisfosfat,sulfit:oksidovani-tioredoksin oksidoreduktaza) je enzim sa sistematskim imenom adenozin 3',5'-bisfosfat,sulfit:tioredoksin-disulfid oksidoreduktaza (formira 3'-fosfoadenozin-5'-fosfosulfat). Ovaj enzim katalizuje sledeću hemijsku reakciju
adenozin 3',5'-bisfosfat + sulfit + tioredoksin disulfid {\displaystyle \rightleftharpoons } 3'-fosfoadenilil sulfat + tioredoksin
Ovaj enzim je specifičan za PAPS. Enzim iz Escherichia coli koristi tioredoksin iz drugih vrsta.

## Literatura
- Nicholas C. Price; Lewis Stevens (1999). Fundamentals of Enzymology: The Cell and Molecular Biology of Catalytic Proteins (Third изд.). USA: Oxford University Press. ISBN 019850229X.
- Eric J. Toone (2006). Advances in Enzymology and Related Areas of Molecular Biology, Protein Evolution (Volume 75 изд.). Wiley-Interscience. ISBN 0471205036.
- Branden C; Tooze J. Introduction to Protein Structure. New York, NY: Garland Publishing. ISBN 0-8153-2305-0.
- Irwin H. Segel. Enzyme Kinetics: Behavior and Analysis of Rapid Equilibrium and Steady-State Enzyme Systems (Book 44 изд.). Wiley Classics Library. ISBN 0471303097.
- William P. Jencks (1987). Catalysis in Chemistry and Enzymology. Dover Publications. ISBN 0486654605.

## Spoljašnje veze
- Phosphoadenylyl-sulfate+reductase+(thioredoxin) на 